# Pachacámac

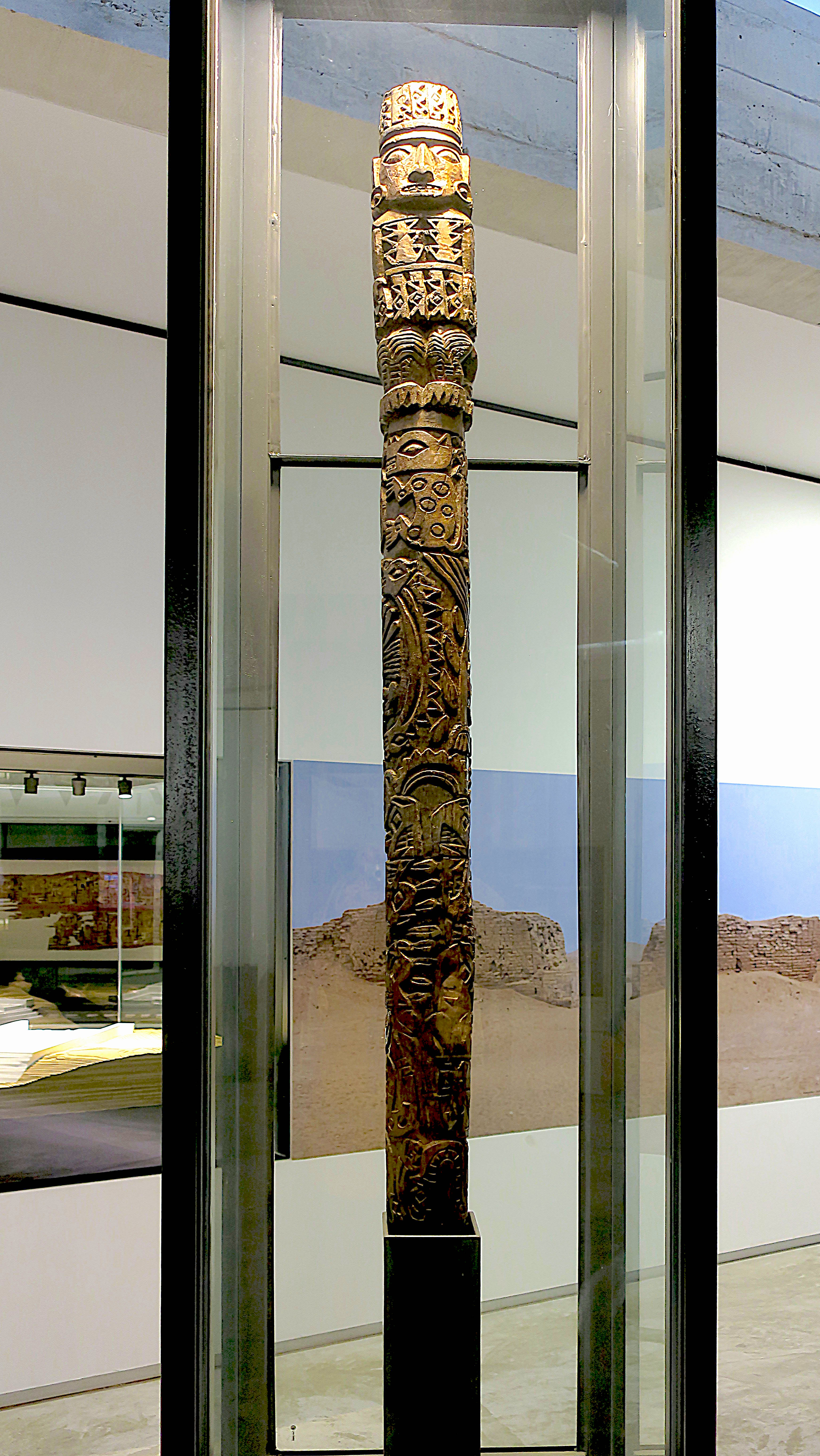
Ídolo principal del templo, representación de Pachacámac, deidad creadora del mundo.

En la mitología incaica, Pachacámac (en quechua: Pacha Kamaq) es el dios creador y animador de todo el universo. Asimismo, era él quien controlaba el equilibrio en el mundo.
Al igual que otros dioses andinos, Pachacámac es un dios poseedor de múltiples atribuciones. Entre dichas atribuciones, se encuentran: el fuego, el cielo, la noche, la tierra, los terremotos, etc.
El dios Pachacámac gozaba de alto prestigio en la costa central del Imperio inca y su influencia era tal que fue comúnmente considerado como una reedición del dios Viracocha.
El canto sacro quechua llamado Yayallay, es un antiguo himno religioso de origen incaico que fue trascrito por Blas Valera. En este canto un joven Inca alumno de la escuela de la nobleza yachahuasi pide muchos hijos de su sangre real a los tres dioses Illapa, Inti y Pachacámac (Valera 1618:c.5v) pero al mismo tiempo afirma que Pachacámac no tiene ni principio ni fin; se dirige también a la Pachamama que estos dioses preñan.
Asimismo, Pachacámac fue considerado «el creador» en las culturas de Lima, Chancay, Ichma, Huari y Chincha.

## Etimología
El nombre del dios Pachacámac, a menudo escrito simplemente <Pachacama> en las fuentes del siglo XVI, es un compuesto enteramente quechua. Se trata de una frase verbal nominalizada, a partir del sustantivo pacha ("tierra, mundo, espacio, tiempo, universo, totalidad, época") y del verbo kamay ("sustentar, crear, animar"), junto al nominalizador de agente -q.
La frase relativa así formada ofrece algunos problemas de traducción, pues puede traducirse como "el que crea el mundo" o como "el que sustenta el universo", entre otras.

## Concepto
Algunas fuentes consideraban a Pachacámac como un dios que, similar a su homólogo Viracocha, era invisible y desconocido, puesto que nadie lo había visto. Esta descripción retrata al dios Pachacámac de la misma manera que su homólogo: un dios omnipotente, omnipresente y omnisciente. Sin embargo, para algunos eruditos, la antedicha descripción pertenece más a un concepto abstracto que a un dios en sí.
Entre las antedichas fuentes, se encuentra la otorgada por el célebre cronista Garcilaso de la Vega. En su obra Comentarios Reales, Garcilaso describe a Pachacámac con lo siguiente:

Tuvieron al Pachacámac en mayor veneración interior que al Sol, que, como he dicho, no osaban tomar su nombre en la boca, y al Sol le nombran a cada paso. Preguntado quién era el Pachacámac, decían que era el que daba vida al universo y le sustentaba, pero que no le conocían porque no le habían visto, y que por esto no le hacían templos ni le ofrecían sacrificios, mas que lo adoraban en su corazón (esto es mentalmente) y le tenían por Dios no conocido.
Comentarios Reales de los Incas, Capítulo II

Sin embargo, dicha descripción que ofrece Garcilaso parece aludir más a como la nobleza percibía la figura de Pachacámac que la población del Tahuantinsuyo en general.
Asimismo, el cronista menciona que los incas, al igual que otras culturas, llegaron a cuestionar la supremacía de su dios principal; en este caso, el Sol.
En la misma fuente, se menciona que el Inca Tupac Yupanqui, cuestionando la hegemonía del astro rey, habría dicho lo siguiente:

Muchos dicen que el Sol vive y que es el hacedor de todas las cosas; conviene que el que hace alguna cosa asista a la cosa que hace, pero muchas cosas se hacen estando el Sol ausente; luego, no es el hacedor de todas las cosas; y que no vive se colige de que dando siempre vueltas no se cansa: si fuera cosa viva se cansara como nosotros, o si fuera libre llegara a visitar otras partes del cielo, a donde nunca jamás llega. Es como una res (llama) atada, que siempre hace un mismo cerco; o es como la saeta que va donde la envían y no donde ella querría
Comentarios Reales de los Incas, Capítulo VIII

Prosiguiendo con la fuente, el Inca Huayna Capac también expresó dicha dubitación hacia la hegemonía del culto solar. Mientras Huayna Capac platicaba con un sacerdote, el Inca le dijo:

Quiero hacerte dos preguntas para responder a lo que me has dicho. Yo soy vuestro Rey y señor universal, ¿habría alguno de vosotros tan atrevido que por su gusto me mandase levantar de mi asiento y hacer un largo camino?

Respondió el sacerdote: «¿Quién habría tan desatinado como eso?».
Replicó el Inca: «¿Y habría algún curaca de mis vasallos, por más rico y poderoso que fuese, que no me obedeciese si yo le mandase ir por la posta de aquí a Chili?».
Dijo el sacerdote: «No, Inca, no habría alguno que no lo obedeciese hasta la muerte todo lo que le mandases».

El Inca dijo entonces: «Pues yo te digo que este Nuestro Padre el Sol debe de tener otro mayor señor y más poderoso que no él. El cual le manda hacer este camino que cada día hace sin parar, porque si él fuera el Supremo Señor, una vez que otra dejara de caminar, y descansara por su gusto, aunque no tuviera necesidad alguna».
Comentarios Reales de los Incas, Capítulo X

## Características

### Ychsma renombrado como Pachacámac
Antes de ser incorporado al panteón incaico, Pachacámac era conocido bajo el nombre de Ychsma, Ichma o Irma. El vínculo entre la deidad costeña y el Tahuantinsuyo se estableció diplomáticamente por el Inca Tupac Yupanqui.
El historiador Hernando de Santillán hace énfasis a dicha relación en su obra Relación del origen, descendencia, política y gobierno de los Incas. En dicha obra, el historiador menciona lo siguiente:

La adoración de las guacas, […] es moderna introducción por Topa Inga, y dicen que el origen del adorar las guacas y tenellas por dios, nascio de que estando la madre de dicho Topa Inga prenada del, hablo en el vientre y dijo quel Hacedor de la Tierra estaba en los yungas, en el valle de Irma. Despues de mucho tiempo, siendo ya hombre y senor el dicho Topa Inga, la madre le dijo lo que pasaba, y sabido por él, determino de ir a buscar el Hacedor de la Tierra al dicho valle de Irma, que es el que agora se dice Pachacama, y alli estuvo muchos días en oración y hizo muchos ayunos, y al cabo de cuarenta dias le hablo el Pachacama, quellos disen era Hacedor de la Tierra, y le dijo que habia sido muy dichoso en hallarle, y quel era el que daba ser a todas las cosas de aca abajo y quel Sol era su hermano y daba ser a lo de arriba […] la guaca les dijo por aquella piedra en que los hablaba, que […] le edificasen una casa. Luego el Inga la hizo edificar en su presencia, que es un edificio que hoy está en pie, de grande altura y suntuosidad, a que llaman la grande guaca de Pachacama, sobre un grande monte de tierra que casi todo parece hecho a mano y encima el edificio; y allí le dijo la guaca al Inga que su nombre era Pachacama, que quiere decir el que da ser a la Tierra; y así se mudó el nombre del dicho valle de Irma y le quedo Pachacama.
Relación del origen, descendencia, política y gobierno de los Incas (1563)

### El verdadero ídolo de Pachacámac
Según Hernando Pizarro, hermano del conquistador Francisco Pizarro, quien escribió un relato acerca de su visita a Pachacámac, señala que el ídolo fue destruido y que su tesoro fue capturado para ser trasladado a Cajamarca. 
En su Carta a los magníficos señores oidores de la audiencia real de Santo Domingo sobre la conquista del Perú, él expone que: 

La cueva donde estaba el ídolo era muy oscura, que no se podía entrar a ella sin candela, y dentro muy sucia. Hice a todos los caciques de la comarca que me vinieron a ver entrar dentro para que perdiesen el miedo; y a falta de predicador, les hice mi sermón diciendo el engaño en que vivían.
Carta a los magníficos señores oidores de la audiencia real de Santo Domingo sobre la conquista del Perú (1533)

Francisco López de Xerez, secretario de Francisco Pizarro, fue claro al indicar que existían varias réplicas del ídolo de Pachacámac alrededor del recinto principal que fue profanado por Hernando Pizarro. López de Xerez lo describió de la siguiente manera:

Él estaba en una buena casa, bien pintada y bien aviada y en una sala muy oscura y hedionda, muy cerrada, tienen un ídolo hecho de palo muy sucio, y aquél dicen que es su dios, el que los cría y sostiene y cría los mantenimientos. A los pies de él tenían ofrecidas algunas joyas de oro. [...] Por todas las calles de este pueblo, y a las puertas principales de él, y a la redonda de esta casa tienen muchos ídolos de palo, y los adoran a imitación de su diablo.
Verdadera relación de la conquista del Perú y provincia del Cuzco llamada la Nueva Castilla (1534)

Estos datos indican que el verdadero ídolo de Pachacámac fue uno completamente diferente y que, al ser destruido, no se tienen datos de como pudo lucir aquel verdadero ídolo.

### Pachacámac y la figura del zorro
El dios Pachacámac es asociado a múltiples elementos. Entre ellos, está su evidente asociación con los canidos.
Al respecto, Cristóbal de Albornoz ofrece una descripción a Pachacámac. El extirpador de idolatrías se refiere a la divinidad como: 

Pachacamac, guaca prencipal de los indios de la dicha provincia de Ychmay, la más prencipal que ovo en este reino, era una zorra de oro que estava en un cerro, hecha a mano, junto al pueblo de Pachacama.
Instrucción para descubrir todas las guacas del Pirú y sus camayos y haziendas (1571)

Esta misma zorra tenía dos representaciones, la primera era el antedicho ídolo hecho de oro y la otra era el cuerpo momificado del animal. Respecto al cuerpo momificado, Albornoz escribe: 

Tantanamoc, de los dichos indios Ychmas, era una zorra muerta que estava a la puerta de la dicha Pachacamac.
Instrucción para descubrir todas las guacas del Pirú y sus camayos y haziendas (1571)

La información de Tantanamoc también se puede obtener dentro del manuscrito de Huarochirí. Curiosamente, en dicho manuscrito, la figura del zorro es vinculada con los movimientos telúricos, lo cual es una de las tantas asociaciones de Pachacámac.

### Pachacámac, el que mueve al mundo
Los antiguos peruanos tenían el pensamiento de que a Pachacámac tan solo le bastaba un mínimo movimiento de su cabeza para ocasionar masivos cataclismos y, si él se moviese completamente, el universo llegaría a su extinción.
Respecto a esta creencia, se ha documentado acerca de la misma dentro del manuscrito de Huarochirí. En dicha fuente se puede leer lo siguiente: 

Los Incas conocían, pues, bien, a todos los huacas de todas partes. Y a cada huaca le mandaban entregar su oro y su plata, conforme estaba apuntado en los quipus; les hacían entregar a todos ellos y en todas partes.

Plata sagrada, oro sagrado le llamamos nosotros al oro […]. Todas esas cosas les hacían dar según estaba señalado en los quipus. Pero los grandes huacas no estaban sometidos a estas medidas. Teniendo en cuenta el orden establecido, cuando llegaban a adorar a Llocllayhuancupa, se dirigían, al día siguiente, hacia Sucyahuillca para servirle, pues le temían por ser quien era su padre.

Estas son las verdades que sabemos de Pachacamac, a quien llaman «El que mueve al mundo». Dicen que cuando él se irrita, el mundo se mueve; que también se estremece cuando vuelve la cabeza a cualquier lado. Por eso tiene la cabeza inmóvil. «Si rotara todo el cuerpo, al instante se acabaría el universo», diciendo decían los hombres.
Manuscrito de Huarochirí, Capítulo 22

### Pachacámac como dios de la noche
Como se vio anteriormente, Pachacámac es un dios poseedor de múltiples atribuciones. Si bien él es mayormente conocido como un dios creador de carácter ctónico, otras fuentes lo establecen como un dios creador de carácter celeste y, en determinados casos, resaltan también un carácter nocturno.
Las fuentes que hablan respecto a Pachacámac como dios y/o personificación de la noche incluyen mitos y ritos que lo consagraban con completa vehemencia.
Respecto a los mitos, muchos de ellos hacen énfasis en Pachacámac como dios todopoderoso y celeste. En relación con su vinculación con la noche, uno de los exponentes más destacados es el mito de Vichama, dios hermano de Pachacámac. En dicho mito, ambos dioses manifiestan su oposición y complementariedad; puesto que ambos personifican el ciclo del tiempo: Vichama (el día) y Pachacámac (la noche). Uno no puede existir y/o definirse como tal (día y noche) sin la participación del otro, por lo que se trata de una dualidad eterna que se repite sin cesar.
Este ejemplo de dualidad también se manifiesta dentro del manuscrito de Huarochirí. En dicha fuente, se narra la historia del poderoso Cuniraya Huiracocha y, sutilmente, se exhiben las características diurnas del dios. La fuente establece a Pachacámac como el esposo de Urpayhuáchac, la diosa creadora de las aves y los peces. Respecto a Pachacámac, los textos solo se limitan a mencionarlo, pues el dios no hace acto de presencia durante los eventos de la historia de Cuniraya. Esto último parece evocar las cualidades nocturnas de Pachacámac y, en esencia, se traduce con la aparición de Cuniraya (día) tras la desaparición de Pachacámac (noche) y viceversa. Este sería el motivo principal del porque ambos dioses no logran encontrarse. 
Respecto a los ritos, cronistas como Francisco de Ávila han aseverado que los ritos consagrados a Pachacámac tomaban lugar durante la noche (especialmente en periodos de luna llena).

Todos los años le ofrecían un Capac Hucha (sacrificándole) gente (de todas las provincias) del Tahuantinsuyo, mujeres y hombres.

Cuando llegaban a Pachacámac, enterraban vivas (a las víctimas de) ese Capac Hucha diciendo: «Helos aquí; te los ofrezco, padre».

De la misma manera, (le ofrecían) oro y plata y no dejaban (de sacrificarle) llamas y de hacerle ofrendas de bebida y comida en la época de la luna llena.
Manuscrito de Huarochirí. Capítulo 22

La razón de la discrepancia entre las numerosas fuentes que exhiben a Pachacámac con distintas facultades y/o atribuciones puede deberse a que cada aillu concebía un concepto propio y distinto acerca del dios Pachacámac. Según la investigadora María Rostworowski, es posible que Pachacámac se tratara de un dios bipartito y que el culto consagrado a él se haya fraccionado en una pareja de divinidades que, en esencia, conformaban a una entidad única y absoluta: el Pachacámac de arriba, quien personifica el Cielo (dios celeste); y el Pachacámac de abajo, quien personifica a la Tierra y es el responsable de desencadenar los violentos movimientos y/o perturbaciones en las entrañas de la Tierra (dios ctónico). Este ejemplo de bipartición también se manifiesta en otros dioses andinos como Tunupa.

### Pachacámac como equivalente a Dios
Durante la expansión del Tahuantinsuyo por la costa, los incas llegaron a conocer la figura del dios Pachacámac. Fueron las diversas atribuciones de Pachacámac las que hicieron que los incas lo considerasen una deidad homóloga al dios Viracocha.
La equiparación entre ambos dioses omnipotentes ha sido perenne, incluso en tiempos posteriores al incanato. Esto se ve reflejado en las múltiples descripciones que los cronistas y extirpadores de idolatría han plasmado en sus obras.
Como ejemplo de ello, dentro de la obra Comentarios reales, se hace énfasis en la difusión del culto consagrado a Tiqsi Wiraqucha bajo el nombre de Pachacámac.

Habiendo sujetado el Inca cualquiera nueva provincia y mandado llevar al Cozco el ídolo principal de ella, y habiendo apaciguado los ánimos de los señores y de los vasallos, mandaba que todos los indios, así sacerdotes y adivinos como la demás gente común, adorasen al Dios Ticci Viracocha, por otro nombre llamado Pachacámac, como a Dios poderosísimo, triunfador de todos los demás dioses.
Comentarios Reales de los Incas, Capítulo XIII

Por lo general, Huiracocha es considerado el equivalente andino de Dios; no obstante, según la percepción de Garcilaso, es el dios Pachacámac quien ostenta dicho título.

Además de adorar al Sol por Dios visible, a quien ofrecieron sacrificios e hicieron grandes fiestas (como en otro lugar diremos), los Reyes Incas y sus amautas, que eran los filósofos, rastrearon con lumbre natural al verdadero sumo Dios y Señor Nuestro, que crió el cielo y la tierra, como adelante veremos en los argumentos y sentencias que algunos de ellos dijeron de la Divina Majestad, al cual llamaron Pachacámac: es nombre compuesto de Pacha, que es mundo universo, y de Cámac, participio de presente del verbo cama, que es animar, el cual verbo se deduce del nombre cama, que es ánima. Pachacámac quiere decir el que da ánima al mundo universo, y en toda su propia y entera significación quiere decir el que hace con el universo lo que el ánima con el cuerpo.
Comentarios Reales de los Incas, Capítulo II

Los pueblos andinos no concebían la idea de que el bien sea imperante ante el mal o viceversa, sino que ambas son fuerzas cósmicas necesarias para la continuidad del universo. Según la cosmovisión andina, todos los seres eran duales, es decir, no eran completamente benevolentes ni malignos. Estas son las razones del surgimiento del concepto de Pachacámac (o Viracocha) como equivalente a Dios; no obstante, para ilustrar a aquellos pueblos el pensamiento de que el bien debe triunfar su imperecedera batalla contra el mal, los conquistadores necesitaban de un elemento sustancial: forjar al opuesto del dios andino, a su adversario. Por ende, al no haber una deidad completamente maligna, los conquistadores tergiversaron la figura del Supay (una antigua deidad y/o entidad sobrenatural vinculada con la muerte y las profundidades) y lo relegaron como el demonio. 

Que el Dios que los españoles predicaban y él (Pachacámac) era todo uno, como lo escribe Pedro de Cieza de León en la Demarcación del Perú, capítulo setenta y dos, y el reverendo Padre Fray Gerónimo Román, en la República de las Indias Occidentales, Libro primero, capítulo quinto, dice lo mismo, hablando ambos de este mismo Pachacámac, aunque por no saber la propia significación del vocablo se lo atribuyeron al demonio. El cual, en decir que el Dios de los cristianos y el Pachacámac era todo uno, dijo verdad, porque la intención de aquellos indios fue dar este nombre al sumo Dios, que da vida y ser al universo, como lo significa el mismo nombre. Y en decir que él era el Pachacámac mintió, porque la intención de los indios nunca fue dar este nombre al demonio, que no le llamaron sino Zúpay, que quiere decir diablo, y para nombrarle escupían primero en señal de maldición y abominación, y al Pachacámac nombraban con la adoración y demostraciones que hemos dicho. Empero, como este enemigo tenía tanto poder entre aquellos infieles, hacíase Dios, entrándose en todo aquello que los indios veneraban y acataban por cosa sagrada. Hablaba en sus oráculos y templos y en los rincones de sus casas y en otras partes, diciéndoles que era el Pachacámac y que era todas las demás cosas a que los indios atribuían deidad, y por este engaño adoraban aquellas cosas en que el demonio les hablaba, pensando que era la deidad que ellos imaginaban, que si entendieran que era el demonio las quemaran entonces como ahora lo hacen por la misericordia del Señor, que quiso comunicárseles.
Comentarios Reales de los Incas, Capítulo II

## Representación
Pachacámac estaba representado en el ídolo de Pachacámac, el cual es un ídolo bifronte hecho de madera que representa el concepto de la dualidad. Este concepto es bastante frecuente dentro de la cosmovisión de los habitantes del antiguo Perú.
A pesar de ello, dicho ídolo de madera era tan solo una réplica del verdadero ídolo que fue destruido por los españoles. En consecuencia, no se tienen datos acerca del mismo.

## Mitología
El dios Pachacámac ha estado envuelto en diversos mitos, los cuales varían mucho entre sí.

### Pachacámac y Kon
En este mito, se menciona al dios Kon como el creador de todo; pues era el creador del Sol, la Luna, las estrellas, etc. (algunas variantes muestran a Kon como hijo del Sol y la Luna).
Una vez creada la Tierra y todos los elementos que la conforman, Kon decide poblarla de seres que lo adorasen y le rindiesen culto. De esta manera, Kon creó a la humanidad y les otorgó fértiles tierras llenas de alimentos y agua. Sin embargo, los seres humanos poco a poco perdieron la devoción hacia su creador y, por ende, ya no le ofrendaban. El dios Kon los castigó con la ausencia de las lluvias, lo que hizo que las edénicas y fértiles tierras se convirtieran en los extensos desiertos que yacen en la zona costera. A manera de mostrar misericordia, el dios Kon se limitó a suministrar a la humanidad de algunos rios para que ellos, a base de mucho esfuerzo, puedan abastecerse y subsistir.
Sin embargo, un día, el mundo contempló el advenimiento del dios Pachacámac, quien llegó para imponer un nuevo orden en la creación. Este último enfrentó a Kon en una larga y violenta batalla que remeció toda la Tierra. La batalla tuvo como desenlace la victoria del dios Pachacámac y el exilio del dios Kon. Posteriormente, Pachacámac destruyó toda creación de Kon y la moldeó a su voluntad. Asimismo, Pachacámac convirtió a los seres humanos del dios Kon en diversos animales como: monos, zorros, lagartos, etc. Esto último lo hizo con el fin de crear una nueva generación de seres humanos.

### El mito de Vichama
Según este mito, Pachacámac es establecido como hijo del primer Sol que alumbró al mundo.
Pachacámac había creado una pareja para que poblara la Tierra; pero no la proveyó de alimento. A raíz de esto, el hombre murió al poco tiempo.
La afligida mujer fue a reclamarle al Sol (el creador del todo), a lo que este se compadeció y bajó a la Tierra. Mediante sus poderosos rayos, el Sol fecundó a la mujer y esta dio a luz a un hermoso niño a los 4 días (algunas versiones llaman a este niño Mallko/Malqo).
El advenimiento del niño trajo completa afluencia y júbilo a la mujer.
La mujer había restituido el sentimiento que tanto se había deteriorado después de haber contemplado el fallecimiento de su pareja y el hecho de vivir en menesterosas condiciones: la esperanza.
No obstante, aquella felicidad de la mujer fue un sentimiento perecedero, pues la historia adquiere un lúgubre matiz luego de que Pachacámac, su creador, se percatara inmediatamente de la noticia.
A juicio de Pachacámac, la mujer había cometido una gravísima transgresión, pues ella acudió ante el Sol en lugar de él, su creador. Incitado por la furia producto de dicha transgresión, Pachacámac arrebató el niño de los brazos de la madre. Ignorando los ruegos de esta última, Pachacámac mató y despedazó el cuerpo de su medio hermano. Una vez consumado el fratricidio, Pachacámac sembró las partes del niño y así nacieron todos los alimentos. Por nombrar algunos de estos, están: el maíz, la yuca, la papa, el camote, el pacae, etc.
Los alimentos no llenaron el vacío de la apesadumbrada mujer. Cada alimento que veía le hacía recordar a su difunto hijo, por lo que comenzó a llorar desconsoladamente. El Sol volvió a intervenir y, con los restos del ombligo del niño, lo resucitó. Al resucitar el niño, se le nombró Vichama.
La mujer crio al niño con todo el amor que una madre puede ofrecer. El dios infante llegó a crecer rápidamente hasta convertirse en un muchacho bello y galante. En ese momento, Vichama solicitó el permiso de su madre y partió en su aventura de recorrer todo el mundo como su padre, el Sol.
Durante la ausencia de Vichama, Pachacámac reapareció y dio muerte a la madre. El dios dividió el cuerpo de la madre en pequeños trozos y con ellos alimentó a los cóndores y gallinazos. Los cabellos y huesos los guardó, escondiéndolos en las orillas del mar. Posteriormente, el dios Pachacámac creó una nueva generación de seres humanos.
Al regresar, Vichama conoció la nefasta noticia y su inexorable furia se expresaba mediante sus ojos y su corazón, los cuales expelían refulgentes ráfagas de ardoroso fuego.
Acto seguido, Vichama resucitó a su madre y, enfurecido por semejante barbarie, buscó a Pachacámac para enfrentarlo. En su incesante búsqueda, Vichama no llegó a localizar a Pachacámac, pues este último había huido sumergiéndose en el mar.
Al percatarse de la desaparición de Pachacámac, el encolerizado Vichama bramaba encendiendo los aires y centelleaba atemorizando los campos.
Al no poder mitigar su furia, Vichama acusó a los seres humanos creados por Pachacámac de ser cómplices de la matanza de su madre. A manera de castigo, Vichama convirtió a esta humanidad en piedra. Asimismo, Vichama decretó a los curacas petrificados como huacas que han de ser adoradas como dioses; mientras que los plebeyos de los curacas fueron convertidos en piedras ordinarias.
Posteriormente, se creó una nueva humanidad a partir de tres huevos que cayeron del cielo: uno de oro, del cual surgieron los curacas; uno de plata, del cual surgieron sus mujeres; y otro de cobre, del cual surgieron los hombres y las mujeres que poblaron el mundo.

### Wakon y los Willkas
En tiempos primigenios, desde lo más alto del Hanan Pacha, vivían dos hermanos: Pachacámac (dios del cielo) y Wakon (dios del fuego y de la oscuridad).
Ambos hermanos se hallaban prendados de una joven de cautivante belleza, la cual era la diosa Pachamama. A raíz de esto, ambos hermanos desarrollaron una fuerte rivalidad.
Motivado por su belleza y sencillez, el dios Pachacámac no dudó en ganarse el corazón de aquella diosa. Cuando la diosa lo aceptó, Pachacámac y Pachamama se unieron; de esta forma, ambos dioses personificaron la unión del cielo y la tierra.
Como fruto de esta unión, nacerían los gemelos conocidos como los "Willkas". Ambos hermanos eran varón y mujer.
Esta noticia desató la furia de Wakon, el cual estaba decidido a enfrentar a su hermano Pachacámac. Sin embargo, este último acabaría derrotando a Wakon y, por ende, terminaría exiliando a su envidioso hermano del Hanan Pacha al Kay Pacha.
Una vez en la Tierra, Wakon, lleno de una furia incontenible, descargó todo su enfurecimiento en ella. Catastróficas sequías, inundaciones, hambruna y muerte eran solo algunos de los tantos estragos que Wakon desencadenó en el mundo.
Afectado por el efecto devastador de Wakon, Pachacámac descendió del Hanan Pacha e inició el segundo enfrentamiento contra su hermano. En cada golpe, la Tierra temblaba catastróficamente. Wakon enfrentó a su hermano, esta vez, con total intención de matarlo. Sin embargo, Wakon sería vencido nuevamente por Pachacámac, restableciendo así, el orden en el mundo.
Entonces, como seres mortales, Pachacámac y Pachamama reinaron en la Tierra junto a sus dos hijos; mientras el vencido Wakon fue nuevamente exiliado y condenado a vivir bajo las sombras de las cuevas de las montañas más lejanas, con la advertencia de no volver jamás.
Aquella felicidad duró poco, pues Pachacámac cayó por accidente al mar de Lurín, muriendo ahogado. Al morir, Pachacámac se convirtió en una isla.
Pachacámac, quien era la flama que otorgaba la luz al mundo, se extinguió. Tras esto, el mundo quedó inmerso en tinieblas.
Después de eso, pasaron diversos eventos que, sin saberlo, condujeron a Pachamama y sus hijos ante un irreconocible Wakon. Dentro de la cueva en la que Wakon vivía, llamada Wakonpahuacin, Pachamama y sus hijos se cobijan con el fuego de la hoguera.
Al darse cuenta de quienes eran, Wakon ideó un plan para satisfacer sus deseos de venganza.
Al ver que faltaba agua, Wakon mandó a los Willkas a llenar un cántaro que tenía una grieta casi indiscernible; por lo que tardarían en darse cuenta de que dicho recipiente jamás se podrá llenar.
Durante la ausencia de los niños, Wakon intentó seducir a Pachamama y, al no lograrlo, asesinó a la diosa y dividió el cuerpo en partes para devorarla. Luego de semejante barbarie, Pachamama se transformó en la actual Cordillera La Viuda.
Al retornar, los niños preguntaron extrañados por su madre y Wakon les dijo que no tardaría en regresar; pero el tiempo transcurría y la diosa madre no se hacía presente. Ante el sufrimiento de los niños, los animales se compadecieron de ellos y decidieron actuar al respecto. Estos advirtieron a los niños del peligro que representaba aquella misteriosa persona, pues esta se trataba de su pernicioso tío, el dios Wakon. Asimismo, los animales ayudaron a los niños a derrotar al temible dios engañándolo para que este cayera en un profundo abismo. Cuando esto pasó, violentos terremotos azotaron toda la Tierra.
Los niños estuvieron agradecidos con los animales y siguieron con su travesía. Mientras ambos hermanos se hallaban recogiendo papas, encontraron una planta de oca con forma de muñeca. Los niños, contentos con el descubrimiento, comenzaron a jugar con ella hasta que se partió en pedazos.
La pérdida del juguete hizo que los niños lloraran hasta quedarse dormidos. Mientras dormían, la niña tuvo un sueño que no comprendía. En su sueño, ella arrojaba su sombrero al aire; pero este no regresaba sino que permanecía suspendido en el aire.
Al despertarse, la niña le contó a su hermano acerca del sueño que había tenido, pero ninguno comprendió su significado. Confundidos y sin saber qué hacer, se quedaron sentados en el campo. Mientras los niños seguían preguntándose por el significado, vieron descolgarse del cielo dos sogas de oro. Asombrados, consultaron entre ellos y decidieron trepar por las sogas para ver hacia donde los llevaría.
Subieron y subieron hasta llegar al Hanan Pacha, donde fueron recibidos por su afectuoso padre. Pachacámac recompensó la valentía de sus hijos otorgándoles un lugar privilegiado en su reino. Es así como los Willkas se transformaron en cuerpos celestes: el niño se transformó en Inti, el Sol; y la niña en Quilla, la Luna.
Así la época de oscuridad total en la Tierra llegó a su fin, dando paso al día y la noche.
Pachamama resucita y es recompensada por su fidelidad a Pachacámac que le confiere la facultad generadora; desde ese entonces, Pachamama quedó encantada en la Cordillera La Viuda. Dicha cordillera posee nieve perpetua de facultad generatriz, fundamentadora de la lluvia y proveedora del agua para el sustento del hombre, las plantas y los animales.
El todopoderoso Pachacámac también dotó de grandes dones a los animales que ayudaron a sus hijos a derrotar al abominable Wakon.

### Pachacámac y Ninamasha
Este mito fue recopilado en la zona de cañaris, Lambayeque. El mismo expresa un mundo gobernado por una divinidad llamada Ninamasha (su nombre proviene del quechua: Nina (fuego); y Masha (en el quechua de Ferreñafe, significa yerno). Debido a su lujuria y demás transgresiones, Ninamasha es confrontado y derrotado por el ladino Pachacámac. Al igual que muchos mitos andinos, este es un exponente de un tema bastante estudiado por las culturas andinas: la dualidad. Esto último se refleja en dos fuerzas cósmicas opuestas que ambas divinidades encarnan: Ninamasha (fuego) y Pachacámac (agua).
El mito empieza con lo siguiente:
En tiempos primigenios, los hombres no podían realizar los rozos de sus chacras y dejarlas aptas para la siembra. Eran tiempos en el que los hombres no tenían conocimiento de crear fuego.
Estos clamaban por el favor divino de Ninamasha, una poderosa deidad de naturaleza ígnea y poseedor de enorme fuerza. A este Ninamasha rogaban para que realice los rozos de las chacras. La divinidad no realizaba estas acciones sin algo a cambio, pues como retribución este exigía inicialmente una gran cantidad de chicha para refrescarse.
Una vez hecho el trato, en la fecha fijada se aparecía Ninamasha al lugar. Entonces, él hacía lo siguiente: Ninamasha comenzaba a tornarse gradualmente colorado hasta convertirse en un hombre de fuego. Imbuido en refulgentes y voraces llamas, Ninamasha corría por medio de la chacra e incendiaba todo lo que encontraba a su paso. Concluida su faena, se podía ver a la deidad en el extremo opuesto de la chacra. Ahí Ninamasha descansaba y de a poco recuperaba su aspecto normal. Este era el momento en el que Ninamasha bebía chicha de un recipiente llamado poto, el cual había sido colocado por el dueño de la chacra como muestra de retribución.
Los rozos, es decir, la quema de los rastrojos, la quema de los vegetales secos, eran generados y controlados a voluntad de Ninamasha. Este avanzaba y se detenía en su abrasadora carrera justo en el límite de la chacra que convenía rozar. Como gesto de gratitud y retribución, era pagado con grandes cantidades de chicha.
Al poco tiempo, Ninamasha se hastió de la chicha ofrecida como pago y empezó a clavar su atención en las mamitas (mujeres). Este es el momento en el que Ninamasha desvela una faceta maquiavelica y mujeriega, pues ahora exigía a las mamitas como retribución (algunos estudiosos asemejan este comportamiento con otros dioses ígneos como Huallallo Carhuincho o Wakon). Las quejas de la gente no se hicieron esperar; sin embargo, no quedaba alternativa alguna, pues lo necesitaban para los rozos. Así fue creciendo la protesta y el disgusto.
Llegó el momento en el que la gente presenció el advenimiento del dios Pachacámac al lugar de los hechos. Escuchando las quejas y súplicas de los pobladores, Pachacámac les prometió dar la solución al problema.
Para soslayar una batalla que pueda traer caos y destrucción al mundo consigo, Pachacámac tenía el conocimiento de la debilidad de Ninamasha: las mujeres.
Un día, el dios Pachacámac se transformó en una mujer de belleza sin igual y, bajo esta forma, se presentó ante el impulsivo Ninamasha. Como era de esperarse, Ninamasha cedió al instante de ver a la bella mujer y esta última le propuso tener una cita de amor en un lugar junto a un profundo barranco. Cuando ambos se encuentran en la hora pactada, la supuesta mamita estimaba el tiempo perfecto para efectuar su plan. Aprovechando el momento, la astuta mamita lleva con engaños al obsesionado Ninamasha al borde del precipicio de Suyama y, en un descuido, la mujer logra empujar a Ninamasha al precipicio.
Haciendo uso de sus habilidades divinas, Pachacámac desvia el cauce de la quebrada Paltic, para hacer caer agua incesante desde lo alto del barranco sobre el lugar en el que yace el cuerpo de Ninamasha. Este último no muere sino que es neutralizado por la interminable caida del agua fría sobre su cuerpo, lo cual lo imposibilita de levantarse y permanece allí hasta nuestros días.
Finalizada su promesa, Pachacámac desapareció y su proeza sembró júbilo entre los pobladores, ya que, gracias a Pachacámac, ellos pudieron librarse del yugo de Ninamasha. Como se dijo anteriormente, Ninamasha nunca muere sino que su cuerpo es enfriado por la enorme cantidad de agua que cae desde lo alto del barranco. Si el agua llegase a secarse, Ninamasha podría despertar nuevamente.

### Temenduare y Arikute
Este mito trata de dos dioses hermanos que con sus peleas causaron la destrucción del mundo, Pachacámac interviene para poner orden castigando a los dos dioses degradando sus poderes.
Como dios arcaico, Temenduare es señor del día, mientras que Arikute lo era de la noche, y cada jornada se enfrentaban dos veces, una al amanecer, y otra al anochecer. Al amanecer Temenduare mataba a Arikute; al atardecer Arikute revivía y mataba a Temenduare, en una eterna y cíclica batalla, que alargaba los días y las noches dependiendo de las estaciones, sin que ninguno de los dos venciese del todo a pesar de lo terrible y continuo de su enfrentamiento.
Independientemente de las versiones, el día en que Temenduare entro en cólera pateo con tal fuerza a la tierra, que las aguas terrenales y de los cielos se derramaron con tal profusión y violencia, que todo quedo destruido por la inundación.
Temenduare corrió a lo más alto de las montañas seguido por Arikute, salvándose ambos de morir ahogados. 
Arikute, que también estaba enfadado y peleando, invoco a la terrible fiera de las profundidades, un monstruo marino gigantesco y de cien patas, que puso la guinda en el pastel del diluvio devorando todo lo que encontraba a su paso.
Viracocha encarnado en Pachacámac, salvo lo que pudo, y, cuando todo volvió a la calma, recreo al mundo y a los seres humanos; luego desterró a sus hermanos de los aposentos celestiales y les degrado los poderes, quedando como dioses menores de los mares y las montañas, con la obligación de preservar a los hombres de inundaciones y terremotos.
Temenduare y Arikute obedecieron a regañadientes, y de vez en cuando se rebelan contra Pachacámac, sobre todo si los pueblos no les hacen las debidas ofrendas, porque entonces se sienten olvidados y ofendidos y provocan maremotos, terremotos, tormentas e inundaciones que ya no destruyen al mundo, porque tienen el poder degradado, pero que hacen mucho daño.

### Pachacámac según el manuscrito de Huarochirí
Dentro del manuscrito de Huarochirí, se narran sucesos que involucran a diversos dioses y/o huacas. Uno de ellos es el dios Pachacámac.
Según el manuscrito, Pachacámac es esposo de una diosa conocida como Urpayhuáchac. Asimismo, dicha diosa forma parte de las hermanas Ñamca; las cuales eran cinco hermanas (contando con Urpayhuáchac), siendo Chaupiñamca la mayor entre todas ellas.
Se menciona a Urpayhuáchac como la diosa creadora de los peces y las aves.
Pachacámac es nombrado en el capítulo donde la diosa Cahuillaca, al descubrir que Cuniraya Huiracocha era el padre de su hijo, huye de él. Cahuillaca, llena de desdén, tiene como destino dirigirse hacia el mar. Una vez allí, la diosa, junto a su hijo, se arrojan hacia las aguas del mar; dando origen a las Islas Pachacámac.
El obsesionado Cuniraya nadó hacia las islas y llegó a una parte donde se encontraban las hijas de Pachacámac; las cuales eran custodiadas por un Amaru.
Cuniraya quiso vengarse de Pachacámac; pues él pensaba que Pachacámac era el responsable de apartarlo de su amada Cahuillaca.
Poco antes, la diosa Urpayhuáchac había entrado en el mar para visitar a Cahuillaca.
Aprovechando la ausencia de la madre, Cuniraya violó a la hija mayor. Cuando quiso hacer lo mismo con la menor, esta se transformó en una paloma y alzó el vuelo. Es por esta razón que a la diosa la llamaron Urpayhuáchac (la que pare palomas).
En aquella época, los peces aun no existían en el mar. Solamente la diosa Urpayhuáchac los criaba en un pequeño estanque dentro de su hogar.
Al enterarse de que Urpayhuáchac había ido a visitar a Cahuillaca, Cuniraya, furioso, arrojó todos los peces al mar. De esta manera, los peces comenzaron a multiplicarse de a miles. Es por esta razón que el mar está lleno de peces.
Cuando sus hijas le contaron como Cuniraya las había violado, Urpayhuáchac, furiosa, lo persiguió.
Al ver que no podía alcanzar a Cuniraya, la diosa quiso engañarlo y aplastarlo con una enorme roca que ella misma hizo crecer. Sin embargo, el astuto Cuniraya salió ileso del engaño y logró escapar.
El manuscrito también menciona a otros hijos de Pachacámac como Llocllayhuancupa, el cual también se narra su historia; y Auca Atama, al cual los naturales del lugar del mito mencionan en lugar de las dos hijas de Pachacámac.
En otro capítulo, se menciona como Pachacámac y otros dioses y/o huacas fueron convocados por el Inca Tupac Yupanqui; pues algunas comunidades se habían sublevado.
Mientras el Inca le hablaba a las huacas, ninguna de ellas contestó. Al contrario, todas permanecían en completo silencio.
Entonces, el Inca amenazó a las huacas con dejar de ofrendarles riquezas y quemándolas; así perdiendo los servicios que el Inca ofrecía a los dioses.
En eso, Pachacámac empezó a hablar: "Oh Inca Sol, yo no propongo nada; puesto que suelo hacer temblar la Tierra entera con todos vosotros juntos. En efecto, no sólo aniquilaría al enemigo sino que acabaría con todos vosotros y el mundo entero también. Por eso me quedo callado".
Como todos callaron, Macahuisa, el cual era hijo del dios Pariacaca, se ofreció a coadyuvar al Inca.

### Pachacámac y los siete hermanos
Dentro de la provincia de Tarma, en la localidad de San Pedro de Cajas, existen siete cerros que están asociados con el dios Pachacámac.
Se menciona que, Pachacámac era el creador de todo; pues le dio vida y forma al mundo, poblándolo de plantas y animales. Sin embargo, al ver que aun no existía la humanidad, Pachacámac invocó a las Pléyades (Qollqa u Onqoy para los incas) y les ordenó que descendieran con sus respectivas esposas a poblar el mundo.
Estos siete hermanos se ubicaron en el territorio de Tarma y ahí se repartieron sus respectivos territorios: al menor le asignaron la parte alta, fría e inhóspita para la producción y variedad de papas; los mayores se apoderaron de las prósperas cuencas con riego de Acobamba, Vilcabamba, Huaracayo, Tapo y La Unión, para la domesticación y abundancia de los mejores frutos del maíz sagrado de los dioses. A manera de honrar al mito, estos son los pueblos y distritos productores de las mejores variedades.
Y como vivían felices y en abundancia, olvidaron a su creador, quien los castigó con un diluvio que iba arrasando todo a su paso. Los hermanos se refugiaron en el hogar del maltratado hermano menor, pero todo se destruyó y todos los hermanos se convirtieron en los «Siete Jirkas» para cuidar a las generaciones venideras, con autoridad y prestigio en la frontera con los Antis de Chanchamayo.
Estos Jirkas son conocidos por los nombres emblemáticos siguientes: Rashta Waman, Poqoy Waman, Tamya Waman, Orqo Waman, Punku Waman, Rikra Waman e Indio Waman.

### Pachacámac y los alimentos
En este mito, se explica el origen de una danza dedicada a la diosa Mama Rayguana. Según el mito, dicha danza se comenzó a practicar cuando los alimentos volvieron después de una larga hambruna ocurrida en la Tierra.
A continuación, se narrará lo expresado en el mito:
Antiguamente hubo una terrible hambruna que azotó a toda la Tierra. El motivo de este terrible acontecimiento se debía a que los hombres habían maltratado a las comidas. Les hacían llorar. A las papas las quemaban en ollas, exponían al hielo para hacer el chuño, una vez peladas, se le agujereaban los ojos o hacían picotear a las aves; al maíz lo tostaban vivitos en las "canalas" y a las ocas las secaban al Sol.
A las pobres comidas las tiraban al suelo, hacían pudrir o sancochaban por ollas para botarlas.
La papa, el maíz, la oca, el olluco y otros se resintieron por el constante sufrimiento. Antes de desaparecer, estos dieron aviso al dios Pachacámac (creador del mundo). Una fuerte helada quemó a las hierbas, un mal viento deshojó a los árboles y una hambruna general asoló a los pueblos. El Sol secó el sembrío. Las nubes y lluvias se alejaron por años, desaparecieron los manantiales y las chacras se tornaron infértiles. Los animales y los niños sollozaban por el hambre y cientos de aves murieron de sed. Los hombres escarbaron las raíces del ayrampo, rangún y otras hierbas para confortar el hambre.
Un día, los animales se reunieron y acordaron nombrar una comisión de aves para acudir ante el dios Pachacámac y suplicarle el regreso de los alimentos. El cóndor, seguido del águila, el colibrí y otros fueron haciendo una cadena en el espacio. Volando fueron todos ellos. Los demás permanecieron en la Tierra para preparar el terreno. Al llegar ante Pachacámac, las aves le dijeron: "Por culpa de los hombres padecemos de hambre". El dios Pachacámac, compadeciéndose de las criaturas, perdonó a los malhechores y retornó las semillas a la delegación de aves. Todos los animales, consternados, mirando al cielo nomás estaban. De repente, vieron a lo lejos que las aves estaban regresando, cada cual portando una semilla en sus picos. El cóndor traía la papa, el gavilán traía el maíz, el colibrí la quinua, y así cada uno según su tamaño y preferencia. Los demás animales, serviciales y con gran amor, recibieron las semillas que iban cayendo una a una. Sembraron con extrema alegría y cultivaron con mucho cariño. Cantaron y bailaron cuando nuevamente hubo cosecha, gracias a la fecundidad de la Mama Rayguana (Mama Pacha) que hace nacer, crecer y madurar a las plantas.
Desde entonces, todos los animales danzan dichosos en torno a la Mama Rayguana, festejando el paso de la hambruna a la abundancia. Por eso hasta ahora, de pueblo en pueblo escenifican la danza de la Mama Rayguana. A las semillas de la papa, del maíz, la oca, etc. Las personas hacen cariñar con la Mama Rayguana para que sean prolíficas. Desde entonces, los hombres amaron a las comidas y construyeron collqas, pirhuas, altillos para guardar sus cosechas y no padecer de hambre. De algunos pueblos Mama Rayguana se está yendo, llevándose las comidas, porque están olvidando de presentar la danza de la Mama Rayguana. Si los hombres vuelven a maltratar a la papa, al maíz, a la oca, y a los demás alimentos andinos, nuevamente vendrá la hambruna como vino antes.

### El cántaro de las aguas primordiales
Este mito fue recopilado por el sacerdote Pedro de la Gasca. Al igual que lo plasmado en otras fuentes, se establece al dios Pachacámac como el creador del todo; no obstante, el mito se concentra en explicar el origen de la distribución del océano en toda la Tierra.
El mito comienza con lo siguiente:
La gente que habitaba los llanos adoraba fervientemente al dios Pachacámac, pues ellos decían que él había hecho el cielo, la tierra, el mar y todas las demás cosas. Sin embargo, se tenía la creencia de que Pachacámac, al momento de haber creado el mar, lo había contenido dentro de un cántaro.
La responsabilidad de resguardar dicho cántaro fue asignada a un hombre y una mujer; no obstante, ambos fueron negligentes con la protección de dicho recipiente y lo rompieron. En el acto, las aguas primordiales contenidas dentro del cántaro fueron vertidas en toda la Tierra; de esta forma, las aguas se distribuyeron del modo en el que hoy la conocemos.
Enterado de la situación, el dios Pachacámac decretó que las aguas permaneciesen de la misma manera en la que estas se dispersaron por el mundo. A pesar de ello, Pachacámac castigó la desidia del hombre y la mujer al convertirlos en animales: aquel hombre fue convertido en mono y de él se habían originado los monos; y aquella mujer fue convertida en zorra y de ella se habían originado las zorras. 

## Reseña histórica
En este nuevo relato sobre el origen del Imperio inca, se cuenta que Manco Cápac está con sus tres hermanos, todos ellos hijos del Sol: Pachacámac, una divinidad ancestral (antigua) que fue incorporada posteriormente al culto oficial inca, y que era adorado desde tiempos antiguos por los pueblos de la costa; Viracocha, y otro dios sin nombre.
El primero de esos hermanos es, precisamente, Pachacámac, quien al salir al mundo subió a la cumbre más alta, para lanzar las cuatro piedras a los cuatro puntos cardinales, tomando, pues, posesión de todo lo que abarcaba su vista y alcanzaron sus piedras. Tras él surgió otro hermano, que también ascendió a la cumbre por orden del menor, del astuto y ambicioso Manco Cápac, quien aprovechó su confianza para lanzarle al vacío y hacerse con el poder, tras haber encerrado a Pachacámac anteriormente en una cueva y haber visto cómo el tercero, el buen Viracocha, prefería dejarle solo, abandonando a sus terribles hermanos y aborreciendo sus manejos por hacerse egoístamente con el poder.
Pero hay otros relatos en los que, precisamente, es el antiguo dios Pachacámac quien oficia de protagonista en el cuidado a los humanos.
Su grandiosa fue la aparición del primer Inca y la primera Coya, grandioso fue también su culto. A ellos se les adoraba en la multitud de templos solares de todos los rincones del Imperio inca, en un lugar del santoral muy cercano al gran dios Sol o Inti. De todos los emplazamientos religiosos dedicados a este gran dios inca, ya se tratara de templos, oratorios, pirámides, o lugares sagrados naturales, el que los encabezaba, por rango y por su grandeza, era el gran santuario de Inti-Huasi del Cusco, rico templo llamado también Coricancha, o sala de oro, puesto que sus paredes estaban recubiertas de láminas de ese metal, para mayor gloria del Inca y los dioses de los que él venía.
La imagen central del Coricancha era el gran disco solar, la imagen ortodoxa y ritual del dios del Sol, y a su alrededor estaban las demás capillas de las divinidades menores del cielo. Después del Coricancha, por su esplendor e importancia se sitúa el templo dedicado por los chinchas a Pachacámac en Pachacámac, cerca de Lima.

Debe señalarse que la cultura Chincha tenía en Chinchaycamac a su ser supremo, ya que, adoraban al dios Pachacámac (más por temor que por respeto o amor), y a él le dedicaban templos y huacas como una acción de agradecimiento por su labor creadora y le dedicaban ofrendas hechas por ellas o seleccionadas de entre sus frutos, por ser el salvador de sus antepasados a los que libró del hambre inicial, también estaban seguros de que este poderoso y temible dios, por su especial personalidad, no podía ser aquel a quienes ellos acudieran en busca de soluciones a sus cuitas y pesares.

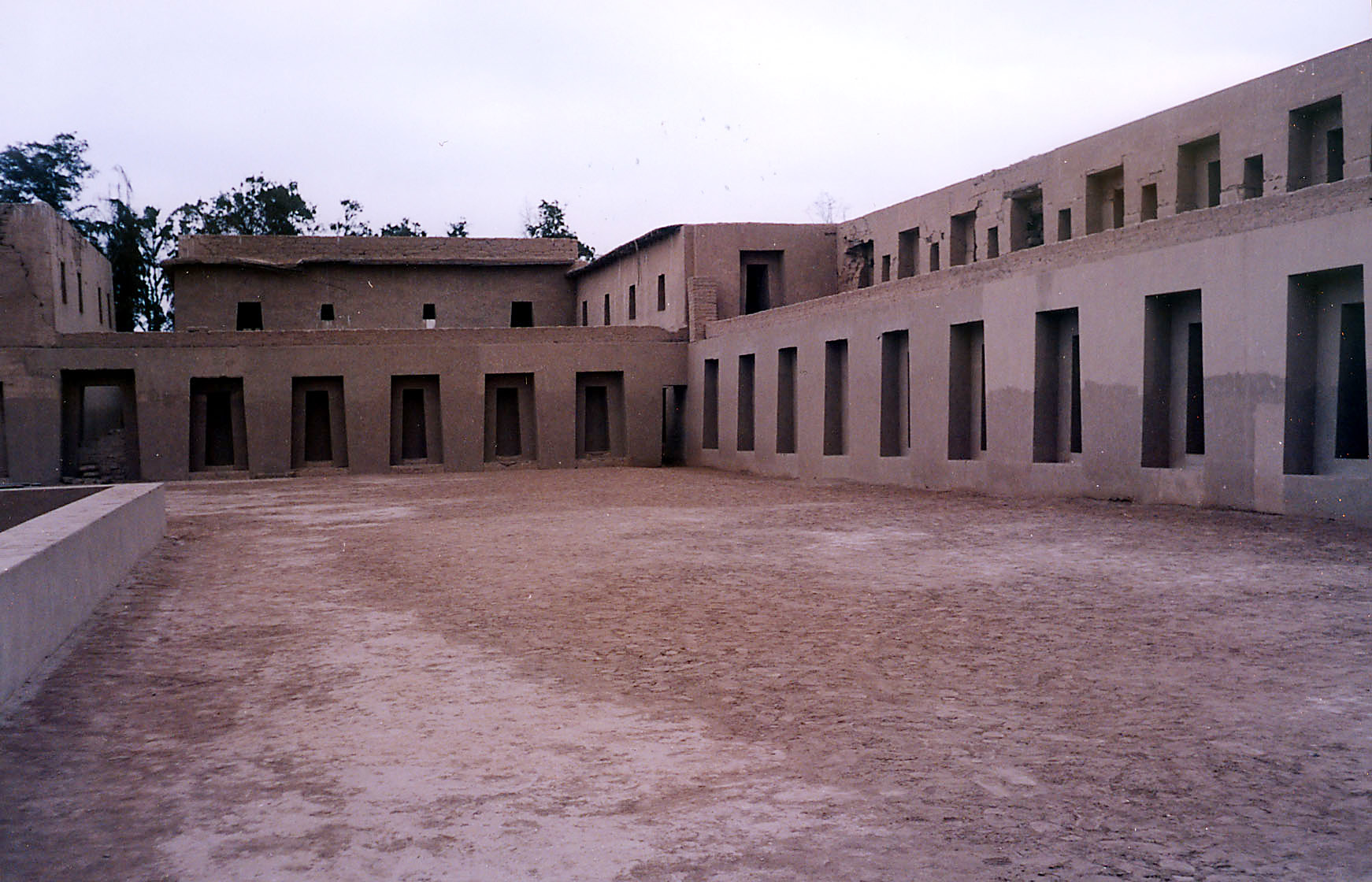
Pachacámac fue un oráculo respetado por varias civilizaciones anteriores a los Incas. En la foto, la casa de las "mamaconas", conocido como "Acllawasi" en el santuario de Pachacámac.

En el Gran templo de Pachacámac, cerca de Lima, se erigió un santuario para la adoración del dios sin piel ni huesos, como era descrito Pachacámac por sus fieles, los incas -tras asimilar este dios y su culto al del Sol- realizaron obras de embellecimiento, hasta hacerlo casi tan hermoso como Coricancha, cubriendo también de oro y plata la capilla central, la del dios Pachacámac, a la manera de lo anteriormente hecho con la totalidad del gran templo solar del Cusco.
Luis Millones manifiesta que el culto a Pachacámac subsiste en la actualidad; la deidad, que disponía los temblores en la cosmovisión andina, se ha mimetizado en el culto católico popular: en Lima, como el Señor de los Milagros, seguido procesionalmente por un mar de gente, y el Señor de los Temblores, en el Cusco, evocado magistralmente por José María Arguedas en su novela Ríos profundos.